# La Biche et la Panthère

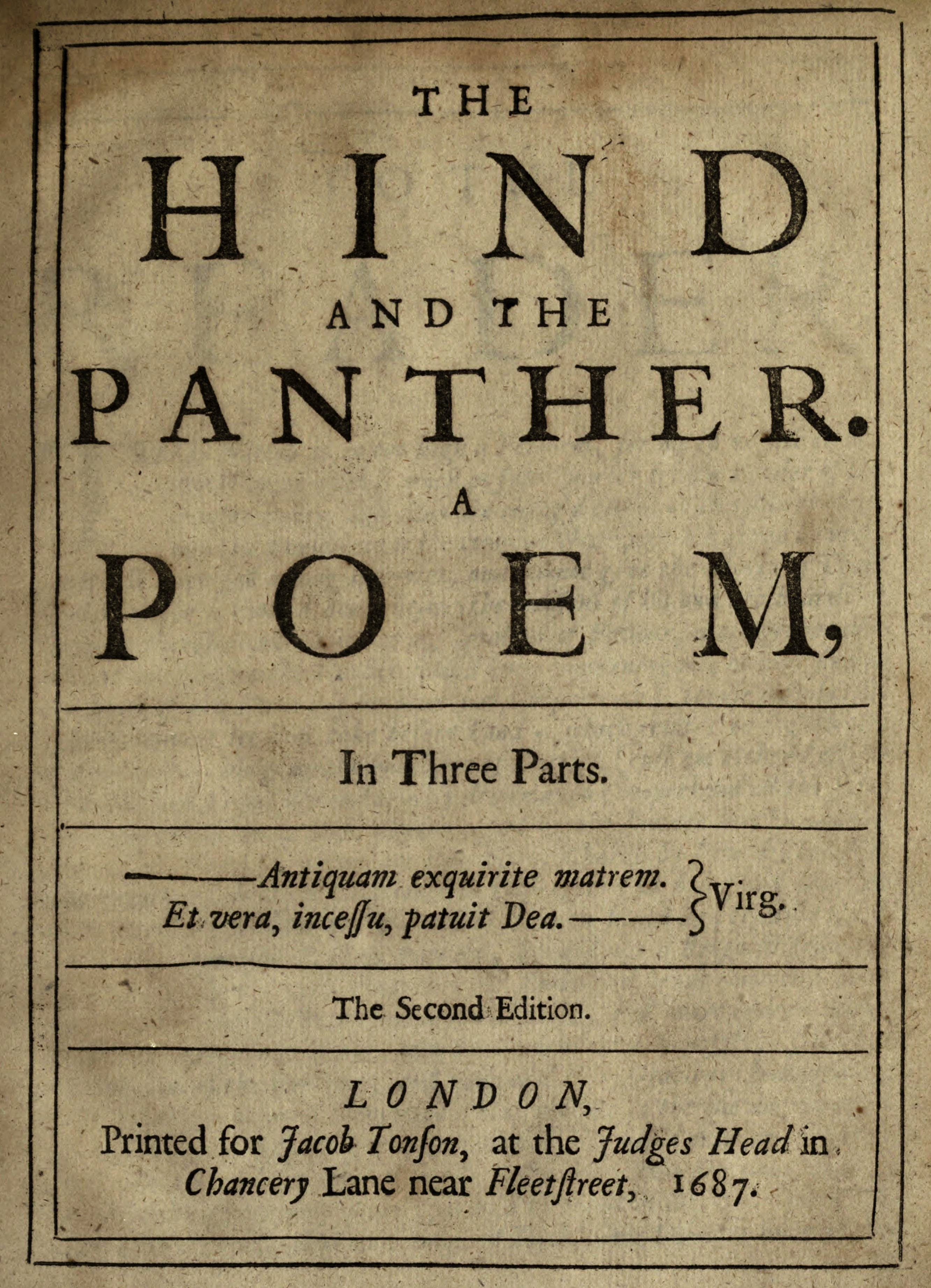

La Biche et la panthère (The Hind and the Panther en anglais) est un poème composé par l’écrivain et courtisan anglais John Dryden en 1687, dont l’objet est de glorifier le catholicisme au détriment de l’Église anglicane. À la suite de l’accession au trône du catholique Jacques II d'Angleterre, John Dryden s’était converti à la même foi que son monarque en 1685, et le poème se veut donc un manifeste de légitimité en faveur du roi.
L’Église catholique romaine est représentée par l’allégorie d’une biche blanche et immaculée, alors que l’anglicanisme présente les traits d’une panthère aussi belle que dangereuse. Quant aux diverses branches du protestantisme dissident (puritains, anabaptistes, niveleurs…), elles sont figurées par des créatures repoussantes et le plus souvent ridicules.
L’opportunisme manifestement servile avec lequel Dryden s’est converti à la foi catholique fut attaqué avec férocité dans de nombreuses satires, dont un certain nombre de la plume de Robert Gould.